# Xenocrate
Xenocrate is een geslacht van kreeftachtigen uit de klasse van de Malacostraca (hogere kreeftachtigen).

## Soort
- Xenocrate peculiaris Ng & Castro, 2007